# フィンランディア・ホール
フィンランディア・ホール（フィンランド語: Finlandia-talo）はフィンランドのヘルシンキにある芸術施設。

## 概要
1971年12月2日に完成。設計は同国を代表する建築家アルヴァ・アールトが行った。
大ホールは1700席収容で、オーケストラの演奏会などが中心である。ほかにヘルシンキホール（340席）、テラスホール（250）、エリッサホール（130）、会議室のオーロラホール（最大894人）、ベランダ（最大1700人）、レストランなどがある。

## 芸術監督
- Bengt Broms 1971–1982
- Carl Öhman 1982–1988
- Matti Kivinen 1988–2000
- Auni Palo 2000–2011
- Johanna Tolonen 2012–